# Exogone sorbei
Exogone sorbei är en ringmaskart som beskrevs av San Martín, Ceberio och Aguirrezabalaga 1996. Exogone sorbei ingår i släktet Exogone och familjen Syllidae. Inga underarter finns listade i Catalogue of Life.